# Giorgio Regnoli

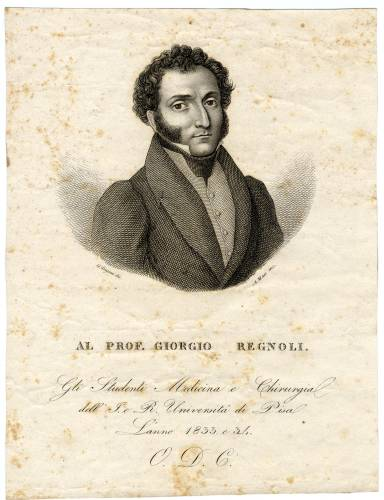
Giorgio Regnoli

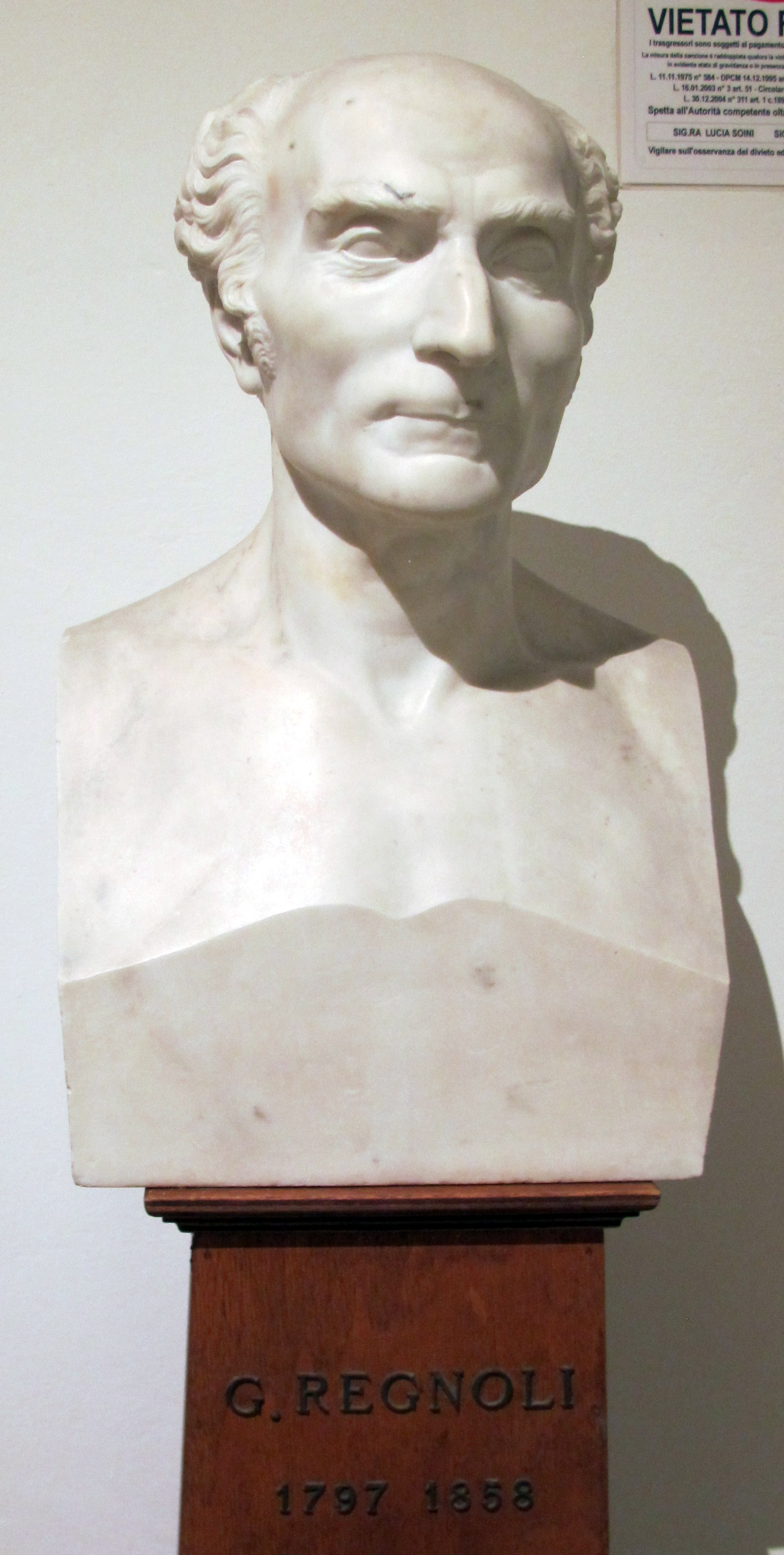
Busto di Giorgio Regnoli

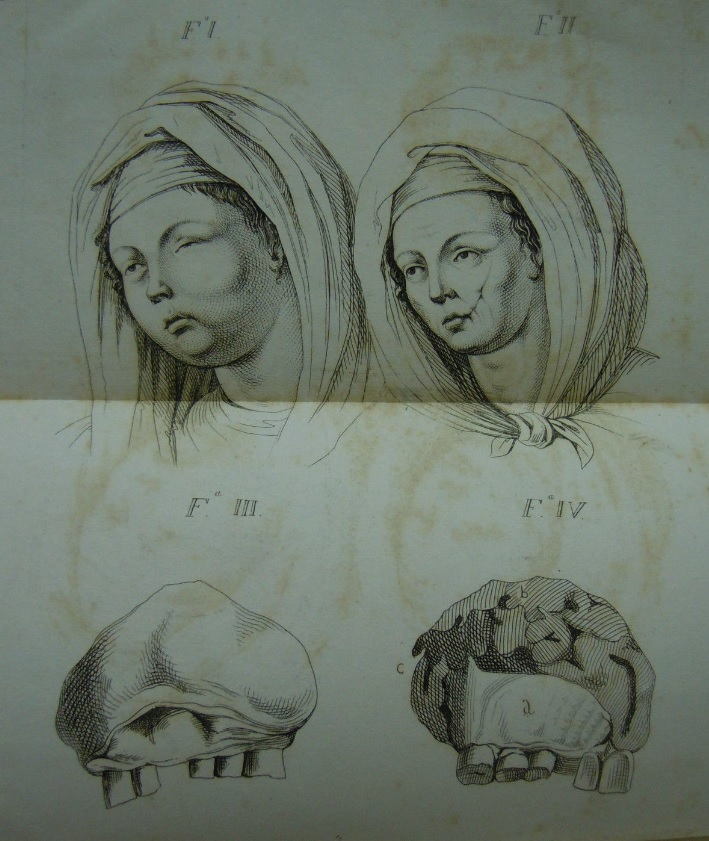
Estirpazione di un osteo-sarcoma degli ossi mascellari superiori

Giorgio Regnoli (Forlì, 7 ottobre 1797 – Pisa, 13 luglio 1859) è stato un chirurgo italiano.

## Biografia
Terminati gli studi liceali a Faenza si iscrisse alla facoltà di Medicina e Chirurgia dell'Università di Pisa e fu allievo, per l'insegnamento della chirurgia, di Andrea Vaccà Berlinghieri.
Dopo la laurea si recò a Parigi in viaggio di studio,  e qui visitò numerose cliniche seguendo gli insegnamenti di illustri chirurghi come Alexis Boyer, Antoine Dubois e Guillaume Dupuytren.
Quest'ultimo di lui scrisse: «M. Regnoli a donné, pendant qu'il a suivi Hôtel-Dieu, de telles preuves de zèle, d'exactitude et d'instruction, que je le crois capable de remplir avec distinction tous les emplois qu'on voudra bien lui confier .»
Dopo la morte del suo maestro Andrea Vaccà Berlinghieri (1826), il Granduca di Toscana chiamò il Regnoli a succedergli sulla cattedra di Chirurgia a Pisa.
In tale occasione Dupuytren, consultato dal Provveditore dell'Università di Pisa affinché esprimesse un giudizio sul Regnoli, così rispose:
«…ce qu'il a fait et écrit et dont j'ai eu connaissance m'a confirmé dans l'opinion où j'étais il y a six on sept ans, du méritè éminent de M. Regnoli et après avoir de nouveau parcouru quelques écrits qu'il a publié je n'exite pas à dire et affirmer qu'il me parait digne de succeder à l'homme célèbre dont Vous régrettez la mort».
Pertanto Giorgio Regnoli per diciotto anni fu direttore della Clinica Chirurgica dell'Ospedale Santa Chiara di Pisa. Nel 1846 il Granduca regnante volle poi trasferirlo alla Scuola Medico-Chirurgica di complemento e perfezionamento di Firenze: «anno 1846 ad idem magisterium in Nosocomio FIorentino S. Mariae Novae provectus est».
Durante la sua brillante carriera il Regnoli si occupò prevalentemente della chirurgia del cavo orale e diede un forte impulso soprattutto alla chirurgia della lingua, tanto da legare il suo nome ad un tecnica operatoria per i tumori della base di questo organo: la tecnica soprajoidea mediana.
Tale intervento fu eseguito per la prima volta l'8 maggio 1838, nella Clinica di Pisa, estirpando in una bambina quattordicenne, che si chiamava Carmina Biagini, un voluminoso tumore che occupava interamente lo spessore della lingua.
Giorgio Regnoli morì il 13 luglio 1859 e fu sepolto in una chiesetta di sua proprietà, a Crespina, in provincia di Pisa.
Il chirurgo e amico Prof. Antonio Marcacci di lui scrisse un elogio e raccontò gli ultimi giorni della vita del Regnoli: «ebbe sì grande disagio a soffrire che si infermò di miliare complicata a flussione pneumonica, oltre l'usato fiera e temibile ». Regnoli fu curato amorevolmente dagli amici e colleghi, primo fra tutti il Prof. Maurizio Bufalini, e «risanò» - è sempre il Marcacci che parla - « ma imperfettamente: la sua antica tumescenza del fegato crebbe notabilmente, la miliare ripigliò il suo crudo lavoro distruggitore».
Il Municipio di Forlì ha intitolato al suo nome la strada ove sorge la casa in cui ebbe i natali e sulla facciata di questa, ancora oggi è visibile una lapide marmorea.

## Pubblicazioni maggiori
- «Nuovo metodo per la estirpazione della lingua immaginato ed eseguito dal prof. G. Regnoli ed esposto dal dotto Andrea Ranzi»,
- Sopra un aneurisma popliteo curato con l'allacciatura delle arterie crurale e iliaca esterna
- Sul metodo vagino-vescicale per l'estrazione della pietra
- Memoria intorno l'asportazione di gran parte dell'osso mascellare superiore destro per osteosarcoma, su books.google.it.
- Sulla estirpazione delle intere arcate alveolari della superiore ed inferiore per osteosarcoma - 1825, su emeroteca.braidense.it.
- Dell'amputazione di una porzione di mascella inferiore per epulide cancerosa - 1826
- Sull'estrazione di un feto mostruoso - 1825, su emeroteca.braidense.it.
- Lezioni di medicina operatoria date in Firenze nella Scuola Medico-Chirurgica di complemento e perfezionamento, pubblicate insieme alle lezioni di patologia chirurgica date nella I. R. Università di Pisa dal diletto allievo Andrea Ranzi: un'opera classica in quattro volumi, edita in Firenze (1846-1850) per Vincenzo Batelli e C. corredata da un atlante con centinaia di belle figure incise da Ferdinando Lasinio.
- Dissertazione sulla traspirazione polmonare - Annali universali di medicina, Volume 32, Fascicolo 94 (ott, 1824), p. 79, su emeroteca.braidense.it.
- Estirpazione di un osteo-sarcoma degli ossi mascellari superiori (V. la Tav. prima) Regnoli Annali universali di medicina, Volume 60, Fascicolo 179 e 180 (dic, 1831), p. 284, su emeroteca.braidense.it.
- Istoria e riflessioni sopra un'operazione d'ernia Regnoli Annali universali di medicina, Volume 63, Fascicolo 188 e 189 (set, 1832), p. 362, su emeroteca.braidense.it.
- Sopra un'abbondante emorragia a cui sopraggiunsero singolari sconcerti, su emeroteca.braidense.it.